# Bart Taminiau
Bernardus Philippus Wilhelmus Maria ("Bart") Taminiau (Tilburg, 27 maart 1947) is een voormalig Nederlands hockeyer.
Tussen 1970 en 1978 speelde Taminiau 87 interlands voor de Nederlandse hockeyploeg. De verdediger maakte deel uit van de selecties die deelnamen aan de Olympische Spelen 1972 en 1976. Op het WK in 1973 in Amstelveen werd Taminiau met Nederland Wereldkampioen. In de finale tegen India (2-2 gelijk) scoorde hij de winnende strafbal uit de beslissende serie. In clubverband speelde Taminiau voor TMHC Tilburg, waarmee hij in 1970 landskampioen werd. 
In de periode 1991-2013 bekleedde hij verschillende functies bij de Rabobank.
André Bolhuis · 
Jan Willem Buij · 
Marinus Dijkerman · 
Thijs Kaanders · 
Coen Kranenberg · 
Ties Kruize · 
Wouter Leefers · 
Flip van Lidth de Jeude · 
Paul Litjens · 
Irving van Nes · 
Maarten Sikking · 
Frans Spits · 
Nico Spits · 
Bart Taminiau · 
Kik Thole · 
Piet Weemers · 
Jeroen Zweerts ·
Coach: Ab van Grimbergen
Jan Albers · 
André Bolhuis · 
Theodoor Doyer · 
Geert van Eijk · 
Imbert Jebbink · 
Hans Jorritsma · 
Wouter Kan · 
Coen Kranenberg · 
Hans Kruize · 
Wouter Leefers · 
Paul Litjens · 
Maarten Sikking · 
Ron Steens · 
Tim Steens · 
Bart Taminiau · 
Rob Toft ·
Coach: Wim van Heumen